# Slečna zamilovaná
Slečna zamilovaná (orig. All About Steve) je americká filmová komedie režiséra Phila Trailla z roku 2009 v hlavních rolích se Sandrou Bullock a Bradleyem Cooperem. Originální název filmu je slovní hříčkou k originálnímu názvu filmu Vše o Evě (All About Eve).

## Děj
Mary Horowitzová, autorka křížovek, je společensky nemotorná a považuje svého křečka za jediného opravdového přítele. Mary je fascinovaná dvě věcmi - slovy a svými červenými kozačkami.
Protože nebyla dlouho s nikým na rande, rodiče se rozhodnou zorganizovat jí schůzku naslepo. Mary z toho není příliš nadšená a moc od toho neočekává, a tak je velmi překvapená, když se schůzka ukáže být úspěšná (aspoň podle ní). Steve Muller je krásný a okouzlující televizní kameraman, do něhož se Mary okamžitě zamiluje. Steve její city neopětuje a poté, co se s ním Mary pokusí mít sex v autě před domem svých rodičů a nedokáže přestat mluvit o slovech, předstírá telefonát z práce, jenž ho odvolává pryč z města. Než odjede, řekne Mary, že si přeje, aby tam mohla být také, což je lež.
Mary mu ale uvěří, a tak se rozhodne Stevea pronásledovat. Je propuštěna z práce, protože vytvořila křížovku s názvem "Vše o Steveovi", jež obsahuje nápovědy, kterým čtenáři neporozumí, protože jsou, jak napovídá titulek, všechny o Steveovi.
Po propuštění se Mary rozhodne pronásledovat Stevea a chce tak získat jeho lásku. V tom je podporována reportérem Hartmanem Hughesem, s nímž Steve pracuje. Na cestě za Stevem Mary potká demonstranty Elizabeth a Howarda, se kterými se sblíží díky podobným zvláštním návykům a také díky tomu, že společně přežijí tornádo.
Steve s kolegy skončí u přímého přenosu od propadlého starého dolu, kde uvízlo několik neslyšících dětí. Ty jsou nakonec zachráněny, ale Mary při běhu za Stevem nešťastnou náhodou spadne do šachty. To se okamžitě stane dalším tématem zpráv. Mary dole zjistí, že nebyly zachráněny všechny děti - zůstala tam jedna dívka. Steve si začne uvědomovat, že je Mary, svým unikátním způsobem, dobrý člověk.
Když Mary přijde na to, jak se dostat nahoru, dostane se za nimi ještě Hartman, který se díky Howardovi a Elizabeth cítí provinile za to, že Mary do všeho dostal. Maryin záchranný plán funguje, ale ona dovolí, aby zásluhy za něj sklidil Hartman. Mary rovněž zjistí, že nepotřebuje Stevea, aby byla šťastná - získala opravdové přátele.

## Obsazení
| Sandra Bullock      | Mary Horowitzová        |
| Bradley Cooper      | Steve Muller            |
| Thomas Haden Church | Hartman Hughes          |
| Ken Jeong           | Angus Tran              |
| DJ Qualls           | Howard                  |
| Katy Mixon          | Elizabeth               |
| Beth Grant          | paní Horowitzová        |
| Howard Hesseman     | pan Horowitz            |
| Jonathan Chase      | Dave                    |
| Luenell             | manželka protestujícího |
| Jordan Morris       | protestující Winston    |
| Keith David         | Danny                   |

## Ohlas
Film sklidil nepříznivé reakce kritiky. Rotten Tomatoes zařadil snímek na 96. místo v žebříčku 100 nejhůře hodnocených filmů první desítky let 21. století s ratingem 6%.
Snímek byl nominován na 5 Zlatých malin a to v kategoriích Nejhorší film, Nehorší režie (Phil Traill), Nejhorší herečka (Sandra Bullock), Nejhorší scénář (Kim Barker) a Nejhorší pár na plátně (Sandra Bullock a Bradley Cooper). Sandra Bullock svou cenu za nejhorší herecký výkon přijala a všem v publiku dala kopii. Požádala je, aby se na film mohli podívat a rozhodnout se, zda se opravdu jedná o nejhorší herecký výkon. Den na to si Bullock vyzvedla Oscara za nejlepší ženský herecký výkon za film Zrození šampióna, což z ní udělalo první osobu, která získala Oscara i Zlatou malinu v jednom roce.